# Prosthechea cochleata
Prosthechea cochleata, anteriormente conocida como Encyclia cochleata, es una orquídea epífita, simpodial del Nuevo Mundo, nativa de Centroamérica, las Indias Occidentales, Colombia, Venezuela, y el sur de Florida.

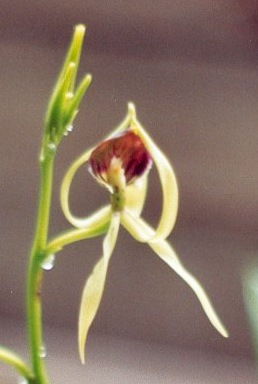
Detalle de la flor

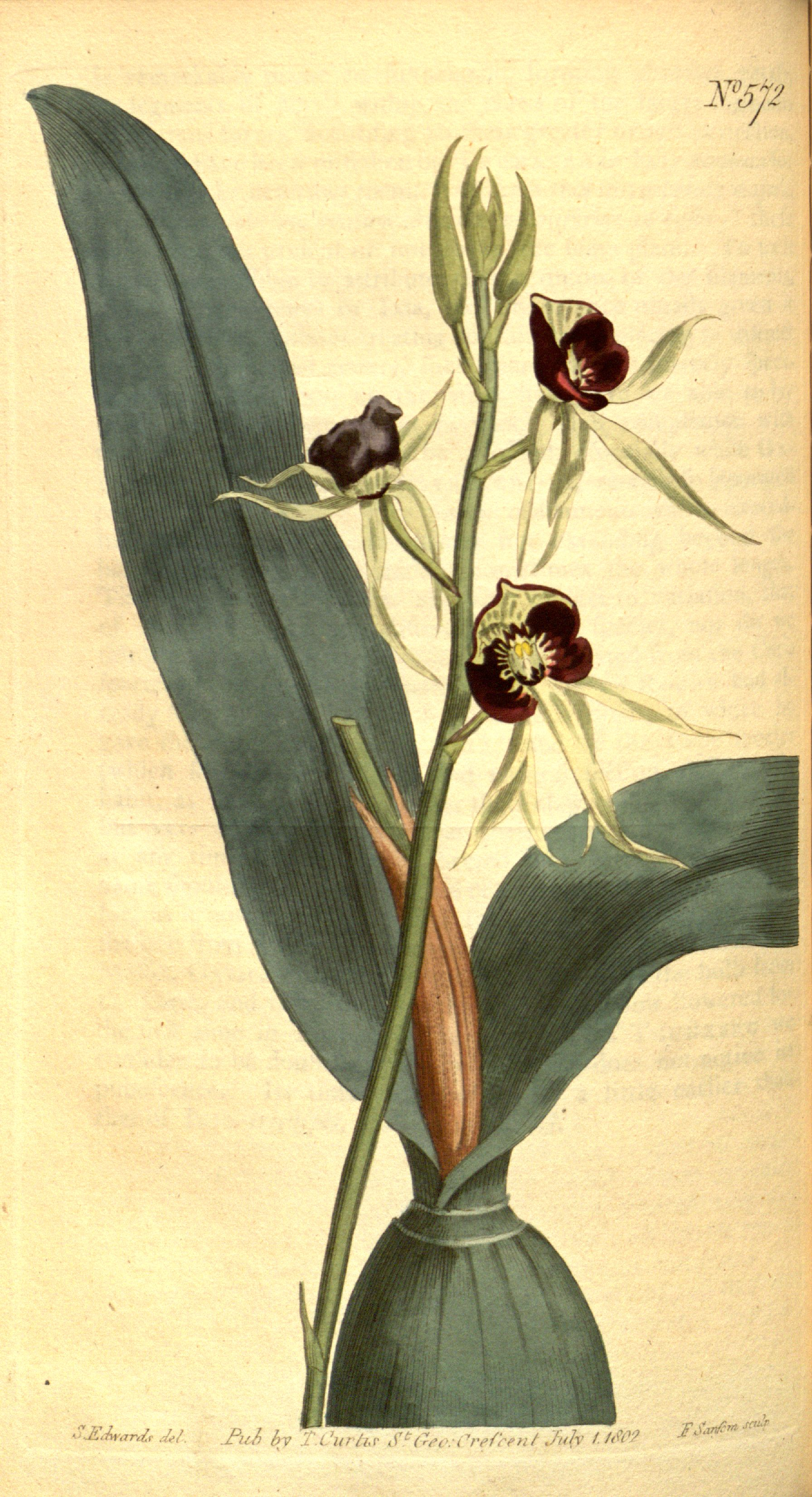
Ilustración

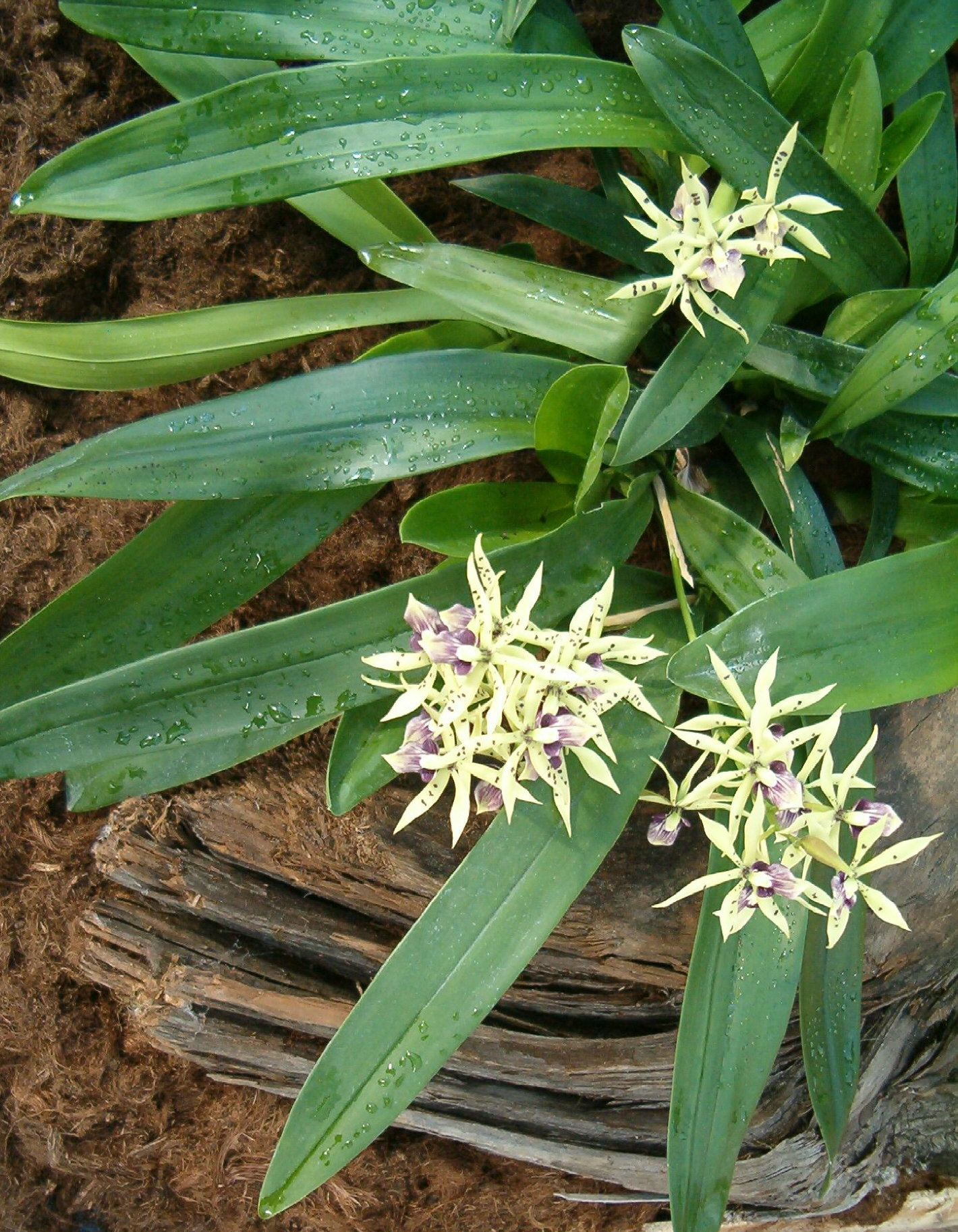
Vista de la planta

Prosthechea cochleata es la flor nacional de Belice, donde se la conoce como Black Orchid (Orquídea Negra).

## Características
Planta mediana, de hasta 40 cm de altura, con pseudobulbos aplanados, en forma de pera, del que surgen de dos a tres hojas anchas y flexibles, de color verde brillante. 
La inflorescencia se produce desde el centro del pseudobulbo más reciente, en una vara de hasta 50 cm de largo, en la que abren en sucesivamente de tres a cuatro flores renovándose a lo lago de varios meses.
Las flores son inusuales en esa aunque el labelo esté generalmente debajo de la columna en las orquídeas, en los miembros de Prosthechea el labelo forma un "cuerno" sobre la columna o no resupinado. Esto hace que la flor fecunde con eficacia que la parte superior pueda bajar. Considerando que la especie tiene generalmente una antera, la Prosthechea cochleata var. triandra, es una variedad en peligro, que tiene tres anteras y es de reproducción autogámica, permitiéndole su existencia en Florida en donde ningún polinizador apropiado parece estar presente.

## Cultivos y usos
P. cochleata es una orquídea cultivada muy común, y se valora por las formas únicas de sus flores y sus inflorescencias en  racimos duraderos y en continuo desarrollo. Varios híbridos se han producido con esta especie, incluyendo el popular Prosyclia  Green Hornet. (todavía se encuentra en los catálogos de horticultores como Encyclia Green Hornet)

## Taxonomía
Prosthechea cochleata fue descrito por (L.) W.E.Higgins y publicado en Phytologia 82(5): 377. 1997[1998].
Etimología
Prosthechea: nombre genérico que deriva de las palabras griegas: prostheke (apéndice), en referencia al apéndice en la parte posterior de la columna.
cochleata: epíteto latíno que significa "como una concha"
Variedad aceptada
- Prosthechea cochleata var. triandra (Ames) Hágsater

Sinonimia
- Anacheilium cochleatum (L.) Hoffmanns.
- Encyclia cochleata (L.) Dressler
- Encyclia lancifolia (Pav. ex Lindl.) Dressler & G.E.Pollard
- Epidendrum cochleatum L.
- Epidendrum cochleatum var. costaricense Schltr.
- Epidendrum cochleatum var. grandiflorum Mutel
- Epidendrum cochleatum var. pallidum Lindl.
- Epidendrum lancifolium Pav. ex Lindl.
- Phaedrosanthus cochleatus (L.) Kuntze[7][8]